# Håbo
Håbo is een Zweedse gemeente in Uppland. De gemeente behoort tot de provincie Uppsala län. Ze heeft een totale oppervlakte van 186,2 km² en telde 18.378 inwoners in 2004.

## Plaatsen
- Bålsta
- Slottsskogen
- Råby
- Söderskogen
- Krägga
- Häggeby en Vreta
- Lugnet
- Torresta
- Kivinge, Kumla en Jädra
- Brunnsta
- Getberget en Notholmen

Älvkarleby · Enköping · Håbo · Heby · Knivsta · Östhammar · Tierp · Uppsala